# Louis Alphons Poitevin

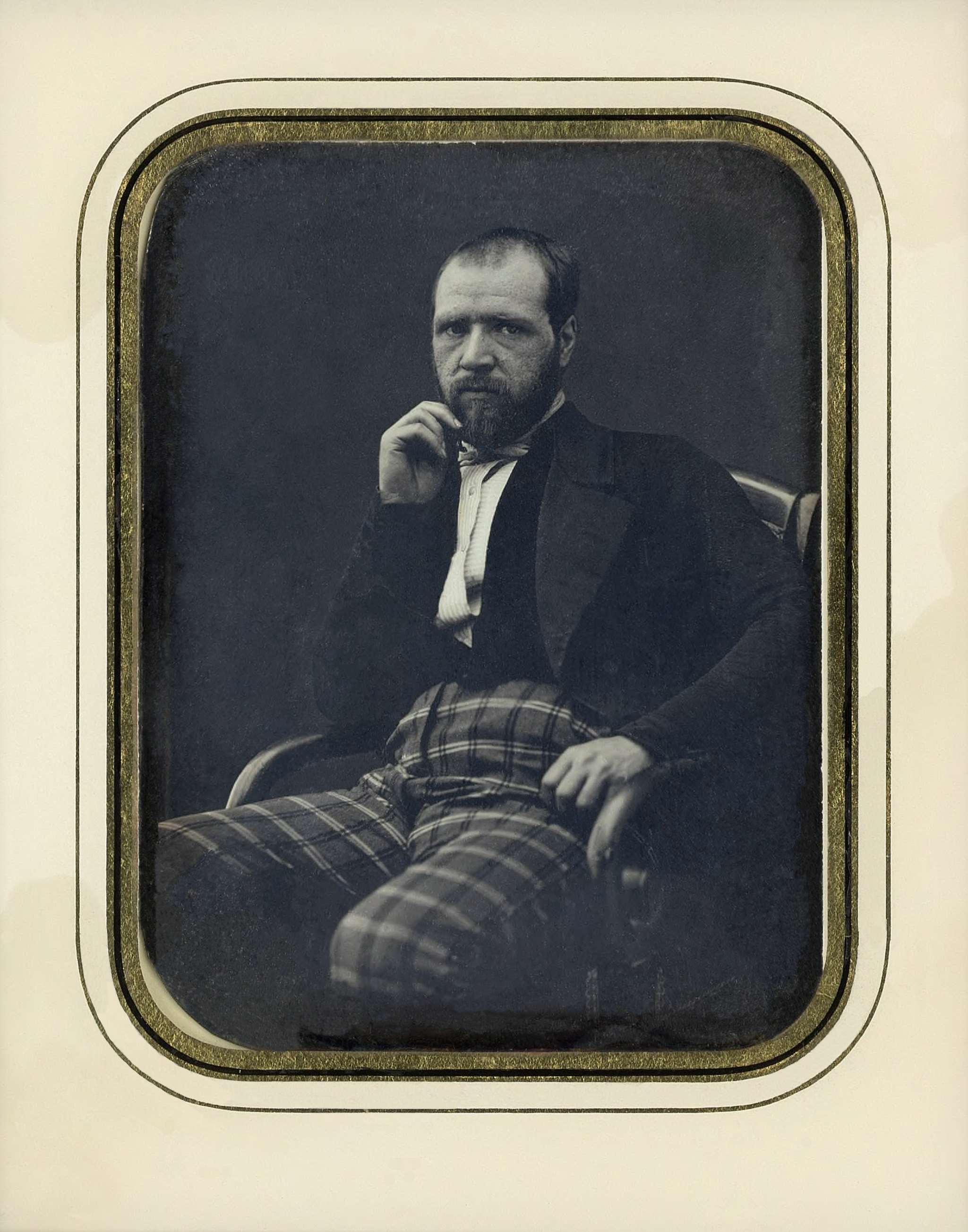
Louis Alphonse Poitevin, autoportrét

Louis Alphonse Poitevin (30. srpna 1819 – 4. března 1882) byl francouzský pionýr fotografie. V roce 1855 vynalezl gumotisk a uhlotisk (pigmentový tisk), který se rychle stal populární a dodnes (počátek 21. století) jej celá řada fotografů a umělců používá (viz článek fotografické procesy). V roce 1856 vynalezl collotypii, předchůdce světlotisku, o více než deset let – v roce 1867 – ji dovedl k dokonalosti Joseph Albert.

## Gumotisk
Gumotisk je technika ušlechtilého tisku užívaná zejména piktorialistickými fotografy na konci 19. a počátku 20. století, například Robertem Demachy nebo Edwardem Steichenem. Gumotisk je charakteristický neostrými přechody a jemným reliéfem, čímž připomíná malbu.

## Uhlotisk
Uhlotisk (karbonotisk nebo pigmentový tisk) je historicky nejstarší ušlechtilý fotografický tisk používaný v letech 1890–1900. Jedná se o vymývaný tisk přenesený na papír. Za vynálezce je považován právě Poitevin roku 1855, poprvé uhlotisk použila v praxi firma The Autotype Co. o pět let později v Londýně.